# Estola brunnea
Estola brunnea là một loài bọ cánh cứng trong họ Cerambycidae.